# Pievebovigliana
Pievebovigliana (La Pìe o La Pieve in dialetto maceratese) è un municipio di 845 abitanti del comune di Valfornace, in provincia di Macerata nelle Marche.
Fino al 31 dicembre 2016 è stato un comune autonomo, che confinava con i comuni di Caldarola, Camerino, Cessapalombo, Fiastra, Fiordimonte, Muccia, Pieve Torina.

## Geografia fisica
Pievebovigliana ha un'exclave, identificabile nella frazione di San Giusto, compresa tra i comuni di Camerino, Caldarola, Cessapalombo e Fiastra.

## Storia
Di origini romane, nel Medioevo il feudo fu possesso dei Benedettini, che fondarono l'abbazia di San Giusto. Successivamente il borgo sviluppatosi nel XIV secolo, divenne possesso di Camerino, della famiglia Da Varano, che distrusse il castello del paese, dopo ribellioni varie. Dal XVI secolo fece parte stabilmente dello Stato della Chiesa fino all'abolizione del Feudalesimo nel 1806. Subì carestie per le condizioni climatiche rigide della montagna, nonché vessazioni dalle truppe austriache durante le Guerre di Indipendenza per l'Unità d'Italia. Di conseguenza è entrata nella provincia di Macerata.
Il 26 ottobre e poi il 30 dello stesso mese 2016 è colpita da un forte sisma che lesiona gran parte degli edifici.
Dal 1º gennaio 2017 è confluito nel nuovo comune di Valfornace insieme a Fiordimonte.

## Monumenti e luoghi d'interesse
- Chiesa di San Giusto (XI secolo)
- Pieve di Santa Maria Assunta (XII secolo)
- Chiesa del Crocifisso (XIII secolo)
- Castello di Beldiletto[7]

## Società

### Evoluzione demografica
Abitanti censiti

## Economia

### Artigianato e industria
Tra le attività economiche più tradizionali, diffuse e attive vi sono quelle artigianali, come la rinomata arte della tessitura finalizzata alla realizzazione di tappeti e di tanti altri prodotti caratterizzati da motivi artistici pregiati. Paese che ha dato i natali a Girolamo Varnelli (1913-1975), imprenditore della omonima Distilleria Varnelli fondata nel 1868 che ha ancora la sede legale a Pievebovigliana, famosa per il celebre distillato di anice secco. 

## Amministrazione

Territorio dell'ex comune di Pievebovigliana nella provincia di Macerata

| Periodo        | Periodo          | Primo cittadino | Partito      | Carica  | Note |
| -------------- | ---------------- | --------------- | ------------ | ------- | ---- |
| 26 maggio 2014 | 31 dicembre 2016 | Sandro Luciani  | lista civica | sindaco |      |

## Sport

### Calcio
La squadra locale, il Pievebovigliana calcio, gioca nel livello dilettantistico della Seconda Categoria delle Marche.